# Crotalaria peschiana
Crotalaria peschiana là một loài thực vật có hoa trong họ Đậu. Loài này được P.A.Duvign. & Timp. miêu tả khoa học đầu tiên.